# Orobanche hederae
Orobanche hederae là loài thực vật có hoa thuộc họ Cỏ chổi. Loài này được Duby mô tả khoa học đầu tiên năm 1828.

## Hình ảnh

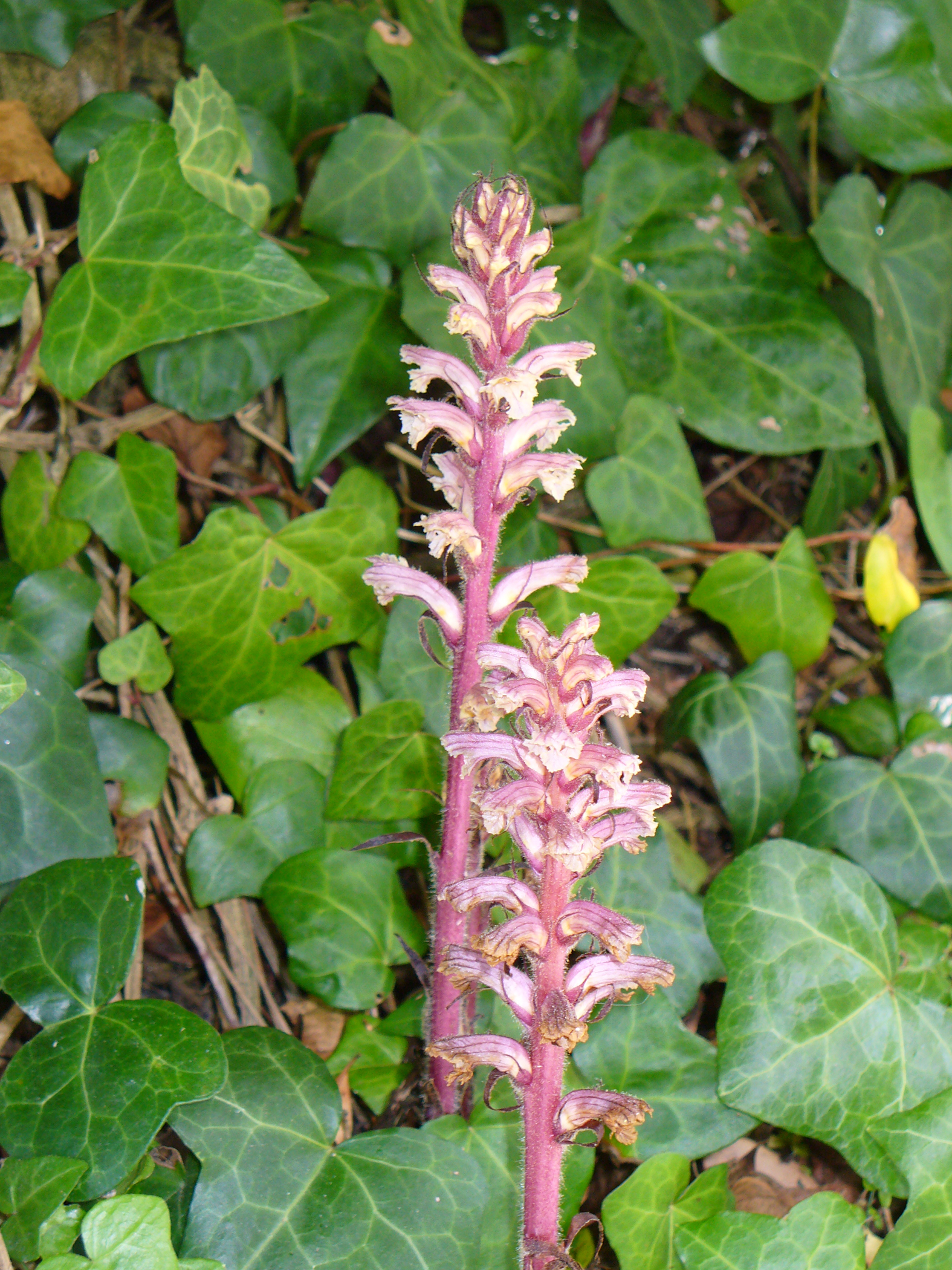
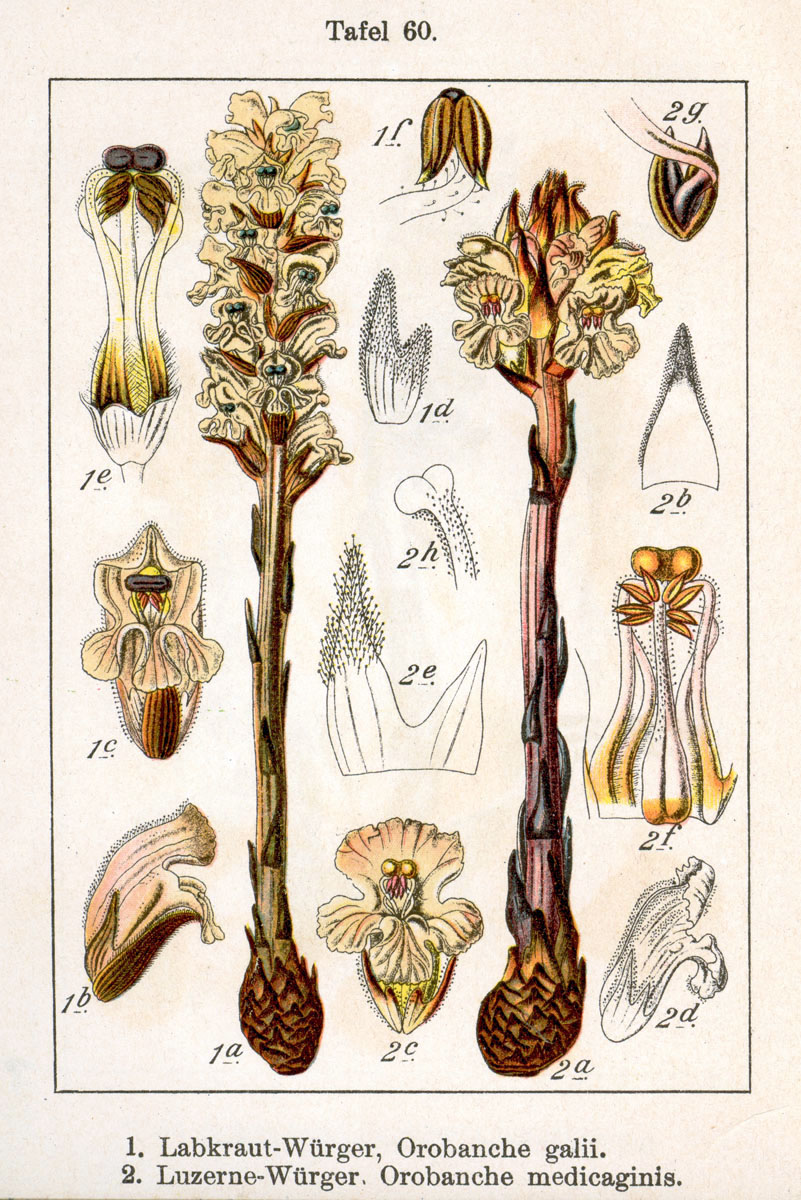
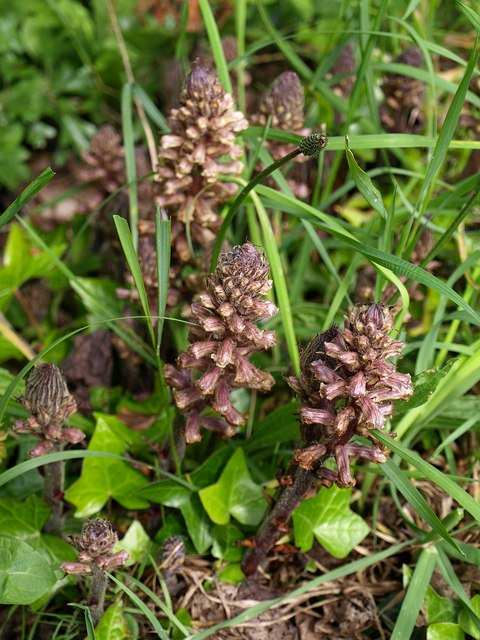
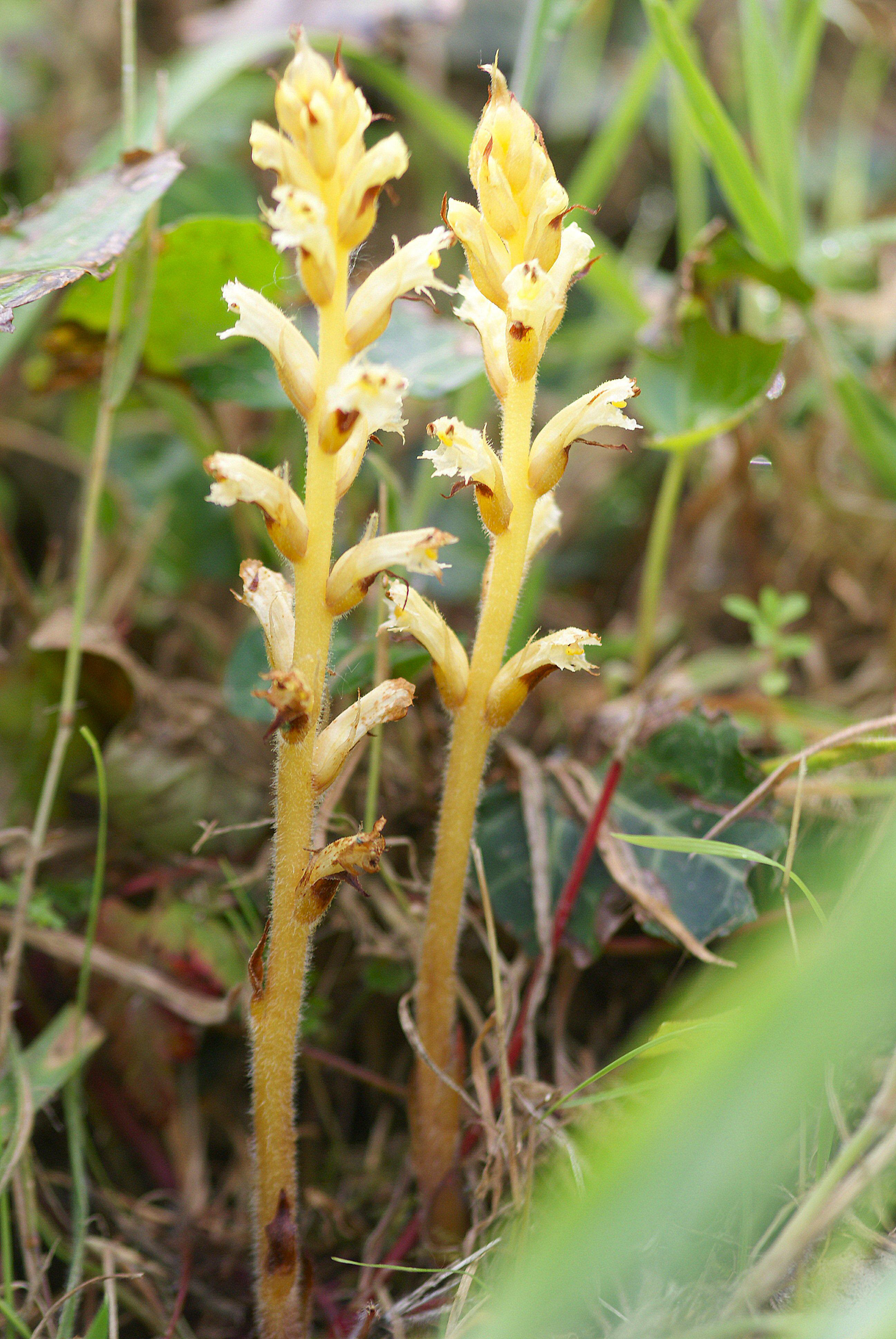